# 李鳳 (粵劇演員)
李鳳（？—），原名李德貞，香港粵劇演員。

## 生平
她與她的哥哥李龍自幼愛好粵劇，十歲便開始一起在陳非儂主持的香江粵劇學院學藝，後來拜吳公俠為師。1962年，開始與她的哥哥李龍首次演出折子戲《打金枝》及《演楊門女將之探谷》。1960年代末開始參與粵劇演出，除登台外，更參與電影拍攝，以童星身份表演。
1971年，跟隨林家聲劇團赴美國演出，擔任二幫花旦。1974年，與南紅、文千歲往新加坡、馬來西亞各地演出，此後多年均有參與頌新聲劇團等劇團、電視及電影的演出。1975年，伙拍麗新聲劇團。1976年，參與覺新聲和頌新聲劇團的演出。1977年，則參與新家寶、藝新聲和頌新聲劇團。1980年，與溤麗所灌錄的粵曲唱片《玉簪記》。1988年，加盟精英粵劇團，成為台柱之一。
1990年代，李鳳自組豐華粵劇團，並與林錦堂、龍貫天及文千歲等文武生拍擋演出，更在東昇劇團和雙喜粵劇團出任二幫花旦之職。她也曾參與佛山粵劇團的演出。90年代她多與阮兆輝合作，例如1992年12月1日至7日在新光戲院演出《白蛇新傳》、《十奏嚴嵩》、《危城鶼鰈》、《洛神》、《紥腳十三妹》、《李仙傳》。1998年欣然答應了輝哥（阮兆輝）及逑姐（陳好逑）合組的『好兆年』做二幫花旦。
2002年，夥拍新劍郎領導「御玲瓏劇團」，首次響鑼的這台戲有《虎將入迷津》、《虎將情仇美人恩》、《楊門女將》三個內地劇本，與《忽必烈》及她熟悉的三齣陳錦棠當年的首本戲《百戰雄師鎮玉關》、《狀元夜審武探花》及《一劍雙鞭碎海棠》。
李鳳也參與過電視劇演出，有《真功夫一棒走天涯》、《天龍訣》和《七武器之霸王槍》。她曾參與演出的劇目包括《林沖雪夜上梁山》、《紅樓寶黛》、《連溪河㫠血》、《綵樓配》、《青衫客》、《梁祝恨》、《張秦殺妾响三軍》、《連城𤩹》、《敲牙記》、《六國大封相》、《雷鳴金鼓戰茄聲》、《幻覺離恨天》、《趙氏孤兒》、《十五貫》等等。